# Generatie (sociologie)
Een generatie is in sociologische betekenis een categorie mensen die in dezelfde periode, van bijvoorbeeld vijftien jaar, geboren zijn. Dit wordt ook wel een geboortecohort genoemd. Een generatie heeft daarnaast te maken met gemeenschappelijke eigenschappen die individuele verschillen kunnen domineren.
In essentie zijn nieuwe generaties vernieuwers van een cultuur, de collectieve intelligentie van een sociaal systeem, zoals organisaties, verenigingen, politieke partijen. Nieuwe generaties zorgen ervoor dat sociale systemen bij de tijd blijven ofwel nieuwe generaties zorgen voor de evolutie van sociale systemen.

## Definitie
De afgelopen twee eeuwen schreven talloze filosofen, sociologen en historici over het onderwerp, waaronder Leopold von Ranke (1824 en 1854), Emil Durkheim (1893), Karl Mannheim (1928), José Ortega y Gasset (1914 en 1948), Julián Marías (1970), Henk Becker (1992) en William Strauss & Neil Howe (1991). Hun interpretaties leiden tot volgende definitie van de verbondenheid tussen generatiegenoten:
1. Ze hebben een gedeelde levensgeschiedenis, gedeelde omstandigheden en de gedeelde invloed en beleving van de tijdgeest. De tijdgeest beïnvloedt bijvoorbeeld de opvoeding die kinderen krijgen.
2. Ze hebben een gedeelde reactie op de tijdgeest, die is gebaseerd op het vermogen om aan te voelen waar de (werk)omgeving aan vernieuwing toe is. Ze willen zich spontaan uitdrukken in nieuwe vitale toevoegingen aan een (organisatie)cultuur. Spontane interactie tussen (leef)tijdgenoten versterkt generatievorming.
3. Ze hebben een gedeelde bestemming die zich manifesteert in een gedeelde mentale, emotionele en fysieke ontwikkeling en instelling (een collectieve talentontwikkeling).

Een individu is een product van zowel ouders als omgeving; het tijdsgewricht waarin iemand opgroeit en de reactie daarop is mede bepalend voor wie iemand is. Alle individuen die rond een bepaalde tijd zijn opgegroeid vormen tezamen een generatie die collectief invloed uitoefent op hun medemens en op de samenleving als geheel.
Iedere generatie heeft een leidende en representatieve minderheid die als voorhoede invloed uitoefent op haar (werk)omgeving en heeft een volgende en ondersteunende meerderheid als achterhoede. De leidende minderheid bestaat uit de gezichtsbepalende mensen van een generatie, uit mensen die energiek zijn, diep willen gaan en die goed aanvoelen welke cultuurpatronen niet meer vitaal en dus aan vernieuwing toe zijn.
Een nieuwe generatie wordt geboren aan het begin van historische innovaties en/of een historische gebeurtenis, bijvoorbeeld de Tweede Wereldoorlog of de opkomst van democratie. Net als individuen doorlopen ook generaties levensfasen. Een opvolgende generatie in een levensfase is in die levensfase te beschouwen als een nieuwe generatie. De grootte van een generatie in aantallen geclusterde geboortecohorten komt overeen met de duur van een levensfase. Die bedraagt ongeveer vijftien jaar. Om de vijftien jaar betreden alle generaties een volgende levensfase. Dat is het begin van een generatiewisseling en cultuurverandering.
Een generatiewisseling houdt in dat zich nieuwe generaties ouderen, senioren, leiders, medioren en junioren vormen. Het effect van een generatiewisseling op de omringende cultuur wordt gemiddeld genomen merkbaar als de generaties halverwege de overgang naar een volgende levensfase zijn. Het verschil tussen de generatie die een levensfase verlaat en de generatie die opvolgt, vormt de impact in de cultuur. De generatie in de leiderschapsfase heeft de grootste invloed.

## Indeling

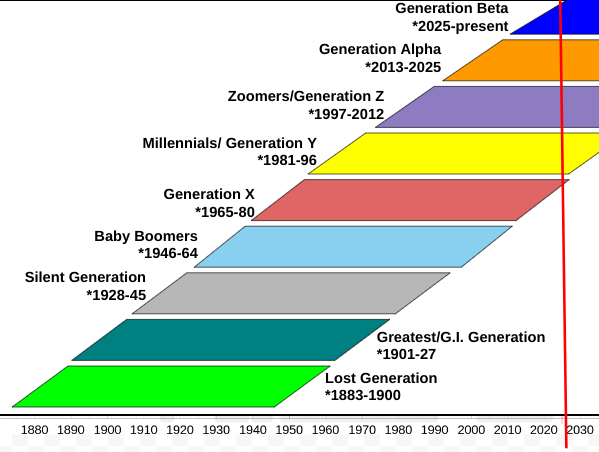
Grafiek met daarop de periodes van de verschillende recente Westerse generaties.

In sociologisch opzicht worden de recentste Westerse generaties op tal van verschillende mogelijkheden ingedeeld. Een voorbeeld is het generatiemodel van Henk Becker (1992), die generaties indeelt in de vooroorlogse generatie (1910-1925), de stille generatie (1925-1940), de protestgeneratie (1940-1955), de verloren generatie (1955-1970), de pragmatische generatie (1970-1985) en de grenzeloze generatie (1985-2000). Dit model wordt vooral gehanteerd voor de Nederlandse situatie. Een sociologische indeling puur naar tijd is ook mogelijk: er wordt dan gesproken over de generatie van de jaren 60 of van de jaren 70, et cetera; ook is indeling in geboortecohort (zoals 1986 of 1990, et cetera) mogelijk. Een andere, breed aanvaarde indeling (die vooral van toepassing is op de Amerikaanse situatie, maar in veel Westerse landen door het grote publiek gehanteerd wordt) wordt hieronder genoemd. Een andere, breed geaccepteerde indeling is de generatietheorie van Strauss-Howe, die loopt van 1433 tot en met 2029, en deze periode indeelt in zeven grote groepen, en deze vervolgens onderverdeeld in 26 generaties.

### De verloren generatie
Deze staat symbool voor de generatie die meevocht tijdens de Eerste Wereldoorlog, en omvat de personen geboren van 1883 tot en met 1900.

### De grootste generatie
Deze staat symbool voor de generatie die meevocht tijdens de Tweede Wereldoorlog, en omvat de personen geboren van 1901 tot en met 1927.

### De stille generatie
Deze staat symbool voor de generatie die volwassen werd na de Tweede Wereldoorlog, en omvat personen geboren van 1928 tot en met 1945.

### De babyboomers
Deze staat symbool voor de generatie die geboren werden na de Tweede Wereldoorlog, en omvat personen geboren van 1946 tot en met 1964.

### De generatie X
Deze staat symbool voor de generatie die personen geboren van 1965 tot en met 1980 omvat.

### De millennials
Deze staat symbool voor de generatie die opgroeide rond het 3e millennium, en omvat personen geboren van 1981 tot en met 1996.

### De generatie Z
Deze staat symbool voor de generatie die opgroeide gedurende de coronapandemie, en omvat personen geboren van 1997 tot en met 2012.

### De generatie Alfa
Deze staat symbool voor de generatie die opgroeide in een wereld vol technologie, en omvat personen geboren van 2013 tot en met 2024.

### De generatie Bèta
Deze staat symbool voor de generatie die personen geboren van 2025 tot en met 2039 omvat

## Generatiekloof
Een generatiekloof is het verschil in opvattingen en levenswijze tussen mensen van verschillende generaties. De term kwam in de jaren zestig in zwang om het verschil in levensstijl en opvattingen aan te geven tussen de babyboomers en de vooroorlogse generatie.

## Overige betekenissen
- Het woord generatie wordt ook gebruikt voor genealogische generaties, bijvoorbeeld: opa, oma, vader, moeder, overgrootmoeder, overgrootvader.
- Ook wordt het woord generatie gebruikt voor producten van een productielijn, zoals in de computertechniek, bij software en bij spelcomputers.
- In de biologie is een generatie een stadium in de ontwikkeling van een organisme, dat begint met een voortplantingscel (een spore of een zygote), en dat - na een periode van duidelijke vegetatieve activiteit - eindigt met de vorming van andere reproductieve cellen (sporen of gameten). Voorbeeld: bij varens treedt een afwisseling op van een haploïde en een diploïde generatie: respectievelijk de gametofyt (de voorkiem) en de sporofyt (de varenplant).